# The Watch
The Watch er en amerikansk science fiction- og komediefilm fra 2012, som tidligere, inden udgivelse, også gik under titlen Neighborhood Watch. Caster til filmen Alyssa Weisberg fik castet Ben Stiller i hovedrollen som Evan Trautwig, en venlig og godsindet mand, der bor i en forstad i Ohio kaldet Glensville, men som efter, at et mord er fundet sted i den lokale Costco, som er hans, skaber et vagtværn, der ud og ham har familiefaren Bob, ungkarlen Franklin og den nyligt fraskilte Jamarcus med. De finder nu ud af at mordet er begået af rumvæsener, der også prøver at indtage Jorden med Evans Costco som centrum. Det viser sig også at Jamarcus i virkeligheden er et rumvæsen, men efter at prøvet menneskets glæder, i form af oralsex, går han over på menneskenes side og hjælper resten af vagtværnet, med at få smidt rumvæsenerne ud fra Jorden igen. Samtidig får vagtværnets personer individuelt styr på deres eget privatliv.
Jared Stern startede i 2008 med at skrive om historien, men senere tog manuskriptduoen Seth Rogen og Evan Goldberg over og lavede manuskriptet til den endelige film. Som instruktør kom Akiva Schaffer, som også instruerede Hot Rod, og Barry Peterson var instruktør for filmning, mens filmens musik blev lavet af Christophe Beck og Dean Zimmerman var klipper. Som producer havde de Shawn Levy med Blondel Aidoo og Billy Rosenberg som co-producers, mens de udøvende producers var Daniel S. Levine og Monica Levinson.
Blandt både biografgængere og filmanmeldere var anmeldelserne negative, hvor Henrik Queitsch fra Ekstra Bladet siger, at den "er endnu en åndløs drengerøvs-komedie med endeløse jokes centreret omkring pik, patter og øl." At filmen havde science fiction med i form af rumvæsener, var han heller ikke begejstret for og gav den kun en ud af seks stjerners, mens filmen på Kino.dk dog fik en gennemsnitlig medievurdering på to ud af seks stjerner, selv om det heller ikke er noget højt. På Metacritic fik filmen endda ingen positive anmeldelser, men dog også en masse blandede anmeldelser.

## Plot
I en lille forstad kaldet Glenville, som ligger i Ohio bor Costcomanageren Evan Trautwig (Ben Stiller), som en følgende morgen finder ud af at nattevagten Antonio Guzman (Joe Nunez) er blevet brutalt dræbt og har fået revet sin hud af inde i Costco. Evan er rystet over hændelsen og eftersom han danner masser af grupper i byen, som fx Glenville Løbeklub, danner han nu et vagtværn for at opklare sager i byen som politiet ikke kan. Vagtværnet bliver dog ikke nogen succes, da kun tre ud over Evan møder op til vagtværnets første møde i Evans hus. Disse er familiefaren Bob (Vince Vaughn), den afslåede politielev Franklin (Jonah Hill) og den nyligt fraskilte Jamarcus (Richard Ayoade). De tre andre i gruppen virker dog mere interesserede i at drikke øl og lave det om til en drengerøvsgruppe, hvilket irriterer Evan stort.
Den næste aften får Evan dem dog aftalt til at tage på en stake-out ved Costcoen, men det eneste der sker er, at politisergent Bressman (Will Forte) og hans assistent Chucho (Mel Rodriguez) kommer og gør grin af deres vagtværn, samtidig med at vagtværnet får bøder for at åbne øl i en bil og for at hænge flyvesedler rundt omkring i byen uden tilladelse. Efter at Bressman og Chucho er kørt igen får Evan dog et opkald fra det lokale amerikanske fodboldstadion med klager om lyde. Vagtværnet skynder sig nu over på stadionet kun for at se, at de er blevet bragt i en fælle af en flok teenagers, som kaster æg på dem. Vagtværnet får dog fat i en af teenagerne (Johnny Pemperton) og bringer ham til politistationen, hvor han dog bliver løsladt efter, at vagtværnet er gået af Bressman. Man følger nu drengen på vej hjem, der nu også ender med at blive offer for et mord.
Vagtværnet er glade, da de kører hjem fra politistationen, da de tror, at drengen er kommet i fængsel for at kaste æg på dem, men i bilturen på vej hjem rammer de dog noget og da de går ud for at se hvad det er finder de grønt slim, som Evan også fandt ved Antonio Guzmans lig, noget der ligner en blækspruttearm og en sølv metalkugle. Det viser sig at metalkuglen er en højteknologisk skydevåben, som gruppen har det sjovt med, indtil de får et opkald fra en mand, som spørger, om det er nogen af dem, der kravler rundt på hans tag. Gruppen tager det som et tegn på kriminalitet og skynder sig hen til hans hus, hvor Bob og Franklin gennemsøger kvarteret, mens Evan og Jamarcus gennemsøger haven og huset.
Omme i haven får Evan og Jamarcus til deres store overraskelse øje på et rumvæsen, som Evan slår ned, da det angriber dem. De tager det med tilbage til Bobs hus, hvor de der mødes med Bob og Franklin. Her begynder de at tage billeder af sig selv sammen med rumvæsenet, indtil det går op for dem, at rumvæsenet i virkeligheden ikke er dødt. De prøver igen af fange den, men den flygter med metalkuglen efter, at den har sagt ordene: "Vi er allerede blandt jer". Nu går det op for vagtværnet, at rumvæsener klæder sig ud som mennesker, hvilket vil sige, at hvem som helst kan være et rumvæsen.
Samtidig begynder ting at blive vanskelige for Bob, der må leve med, at der er videoer af hans datter Chelsea (Erin Moriarty) har videoer af sig selv, som kysser en anden dreng ved navn Jason (Nicholas Brown), på Facebook. Evan har det også hårdt, da hans kone Abby (Rosemarie DeWitt) konstant vil have sex med ham i forsøget på at få børn, men han har fået at vide, at han er steril og derfor ikke kan få børn.
Vagtværnet bliver ved med at kigge rundt for spor efter om nogen af dem de kender er et rumvæsen, indtil Evan en dag er sikker på, at hans genbo Paul (Billy Crudup) er et rumvæsen, da han synes altid at stå og kigge på Evan samtidig med, at han siger, at Evan har en god hud. Gruppen tager hen til hans hus i smug og gemmer sig der, indtil Bob finder ud af, at Chelsea skal til en fest hvor der godt kan opstå samleje blandt de inviterede. Stærkt imod Evans vilje (og ordrer) tager Bob og Franklin hen til festen, hvor Chelsea og Jason ligger og kysser oppe på et soveværelse. Jason prøver at gøre det erotisk, men det stærkt mod Chelseas vilje. Bob og Franklin ankommer til festen lige ved et punkt, hvor Chelsea ikke synes det er sjovt at ligge sammen med Jason mere. Bob får hende væk derfra, men først efter, at Jason har givet Bob en unaturlig hård skalle og kastet ham gennem et vindue.
Ved Pauls hus finder Evan og Jason ud af, at Paul slet ikke er noget rumvæsen, da de bliver fundet og inviteret ned til hans kælder, som viser sig at være et orgie. Evan går op efter at have set stedet, men Jamarcus ønsker at blive. Da Evan kommer op er han træt af at se Bob og Franklin, og smider Bob ud af vagtværnet, efter at han har sagt, at Evan kun starter alle mulige grupper, fordi han ingen venner har. Franklin vælger også at forlade gruppen efter at Bob er smidt ud. Rystet over, at Bob har sagt til ham, at han ingen mod har, løber Evan nu hjem til Abby hvor han fortæller, at han er steril. Abby er ikke glad for nyhederne, men tager det fint og mener, at det altså er sådan noget par skal finde ud af sammen.
Evan vil ikke mere være med i gruppen, men lidt senere kommer Jamarcus og beder Evan følge med, hvorefter han samler hele vagtværnet og Abby i Bobs hus. Her fortæller han, at han i virkeligheden er et rumvæsen i forklædning, men fortæller også, at efter at have set menneskets nydelser, i form af oralsex, vil han hjælpe vagtværnet. Han fortæller dem, at en kæmpe rumvæseninvasion snart vil foregå i Evans Costco og at den eneste måde at stoppe det er ved at ødelægge en transmitter. Han bliver efterfølgende smidt ud fra vagtværnet grundet hans forræderi.
Efter at have været ovre ved Franklins hus og hente skydevåben tager de hen til Costcobutikken hvor sergent Bressman og Chucho er der i den overbevisning om, at Evan er morderen, indtil Chucho bliver hugget og dræbt af et rumvæsen. Bressman, Abby og vagtværnet for skudt rumvæsenet (hvilket tager op til rigtig mange skud), men Bressman bliver undervejs såret, og han og Abby bliver oppe i butikken, mens Evan, Bob og Franklin går nedenunder for at ødelægge transmitteren. 
Nedenunder viser det sig, at Jason er et rumvæsen og sågår også deres leder. Bob tager kampen op mod ham i den forstand, at han vil kunne besejre ham, men taber hurtigt i forhold til Jasons enorme styrke som rumvæsen. Bob og Franklin bliver også fanget i af masser af rumvæsener samtidig med, at de begge løber tør for kugler, indtil Jamarcus kommer og skyder alle rumvæsenerne ned, med den viden, at deres hjerne sidder i skridtet. De får via babyalarmer sagt det til Bob, som derefter river Jasons hjerne ud og dermed dræber ham. Evan finder derefter ud af, at den sølv metalkugle er transmitteren og får taget den ned fra en plads, som fik den til at lyse kraftigt. En masse rumvæsener ankommer, hvilket tyder på, at Evan fik den ned for sent, og gruppen flygter nu ud af Costco hvorefter de skyder butikken i luften med hjælp fra metalkuglen.
Efterfølgende får Bob et meget tættere og bedre fællesskab med Chelsea og Evan og Abby ender med at adoptere en datter, da Evan jo er steril. Franklin bliver optaget på Glenville Politistation og bliver makker med sergent Bressman efter som at Chucho er død. Jamarcus bliver ved med at besøge hemmelige, lokale orgier, og de holder alle sammen i vagtværnet og beskytter byen mod farer og kriminalitet.

## Medvirkende
- Ben Stiller som Evan Trautwig, en manager for Costco, der er meget venligtsindet og godhjertet. Han hjælper tit mange folk, men har meget svært ved at få venner, så derfor opretter han en masse grupper. Han er steril og kan derfor ikke få børn, hvilket han har svært ved at sige til sin kone Abby, da han ikke vil miste hende eller skuffe hende.
- Vince Vaughn som Bob, en meget lystig familiefar, der elsker sin datter Chelsea rigtig højt, men som ikke helt ved hvordan han skal vise det. Bob er meget glad for at leve livet, og lader ikke økonomi og penge komme i vejen for det.
- Jonah Hill som Franklin, en fyr, der droppede ud af high school og som senere fejlede polititesten. Franklin lever stadig hos sin mor, som han egentlig elsker rigtig højt. Han prøver tit at være smart og sej, og det er også derfor, at han går med balisongkniv, som skuespilleren Jonah Hill egentlig måtte bruge to uger på at lære at bruge.
- Richard Ayoade som Jamarcus, et rumvæsen, der udgiver sig for at være menneske og medlem i vagtværnet. Han er en meget stille og rolig person, der udviser en stor værdsættelse for den menneskelig seksualitet.
- Rosemarie DeWitt som Abby, Evan Trautwigs kone, der viser en stor interesse for at få børn. Hun bliver tit irriteret over hans grupper og mangel på nærvær.
- Will Forte som sergent Bressman, en politisergent, der ikke rigtig tager højde for andre end ham selv.
- Mel Rodriguez som Chucho, sergent Bressmans assistent, som ikke rigtig siger noget, han følger bare hans chef. Han omkommer under angrebet på Costco, da et rumvæsen dræber ham.